# Orografia

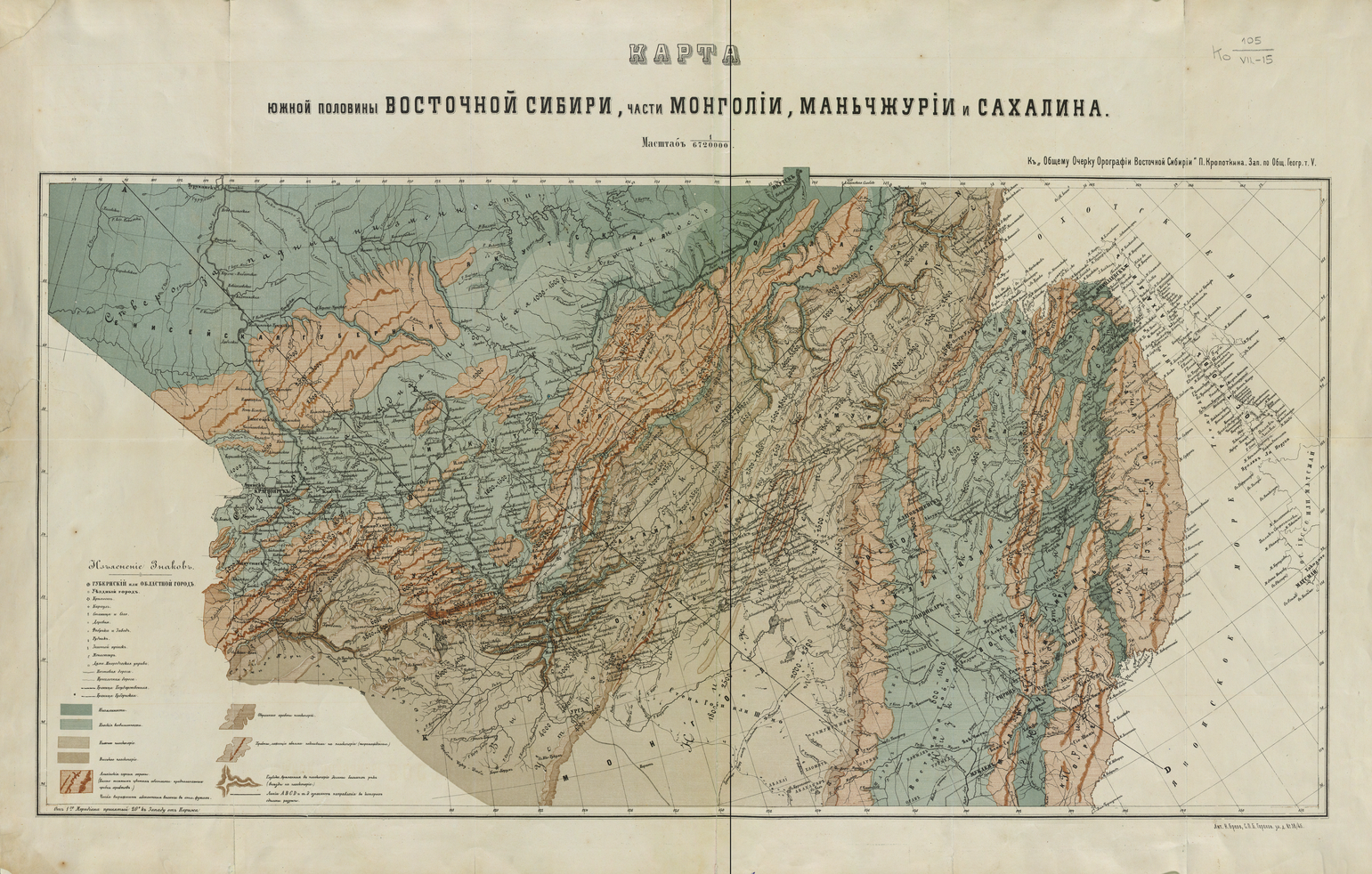
Orograficzna mapa Syberii Wschodniej

Orografia (gr. ὄρος „góra”, grafía „opis”) to:
- dział geomorfologii zajmujący się charakterystyką form rzeźby powierzchni Ziemi,
- dział geografii zajmujący się rozmieszczeniem, opisem i klasyfikacją gór.

W odniesieniu do rzek, strumieni, potoków, dolin, żlebów itp. używa się terminu orograficznie do określenia prawej lub lewej strony (patrząc w kierunku biegu rzeki, strumienia czy w kierunku spadku doliny, żlebu).